# Копок (Ајова)
Копок (енгл. Coppock) град је у америчкој савезној држави Ајова. По попису становништва из 2010. у њему је живело 47 становника.

## Демографија
Према попису становништва из 2010. у граду је живело 47 становника, што је -10 (-17.5%) становника више него 2000. године.
| Група             | 2000.      | 2010.      |
| Белци             | 56 (98,2%) | 44 (93,6%) |
| Афроамериканци    | 0 (0,0%)   | 0 (0,0%)   |
| Азијати           | 0 (0,0%)   | 0 (0,0%)   |
| Хиспаноамериканци | 0 (0,0%)   | 0 (0,0%)   |
| Укупно            | 57         | 47         |